# Gabriel Magdelénat
Œuvres principales
- Gabrielis Madeleneti carminum libellus (recueil de poésies)
- Ode sur le siège de La Rochelle

Gabriel Magdelénat ou Magdelenet ou Madelenet ou Madelénat, né en 1587 à Saint-Martin-du-Puy dans le département de la Nièvre, région Bourgogne-Franche-Comté, mort le 19 novembre 1661 à Auxerre dans le département de l'Yonne, région Bourgogne-Franche-Comté, est un poète, avocat et traducteur français.

## Biographie
Gabriel Magdelénat, né à Saint-Martin-du-Puy, est le fils ainé de Toussine Leclerc (?-?), elle-même sœur de Philippe Leclerc, président du bailliage d'Auxerre, et de Henri Magdelénat (~1570-1616), procureur d'office et intendant des comtes de Busset au Château de Vésigneux. Sa sœur Marguerite Magdelénat (1600-1669), à la suite d'une union illégitime avec Charles de Bourbon Busset (baron de Vésigneux) et la naissance de deux enfants, est à l'origine de la branche de la Famille De Razout.
Il suit ses études chez les Jésuites de Nevers, puis va étudier la philosophie et la jurisprudence à Bourges. Il y acquiert des notions de théologie, progresse dans les sciences et est reçu licencié en droit dans la célèbre académie de cette ville. Selon Louis Moreri, il a également suivi des études de peinture et de sculpture. Il était aussi musicien selon Louis-Henri de Loménie de Brienne (chant et luth).
En 1610, il se rend à Paris où, l'année suivante, il se fait inscrire comme avocat au Parlement de Paris.
Placé ensuite sous la protection du cardinal du Perron, chez qui il demeura environ pendant deux années, il est nommé, parallèlement, Secrétaire ordinaire du Roi Louis XIII avec une pension allouée de 500 écus.
En 1628, après avoir adressé au cardinal de Richelieu une ode sur le siège de La Rochelle, il est nommé conseiller et interprète du roi pour la langue latine avec une pension allouée de 700 écus. Il reste à ce poste sous le gouvernement du cardinal Mazarin avec une pension annuelle allouée de mille livres.
Il est proche de Louis-Henri de Loménie de Brienne, secrétaire d'État aux Affaires étrangères et de Claude de Bullion, surintendant des finances.
Gabriel Naudé le surnommait, dans le Mascurat,, « Le seul Horace de nostre temps »
Selon Pierre-Daniel Huet, évêque d'Avranches et membre de l'Académie française, Magdelénat souffrait de la maladie de la gravelle à propos de laquelle il composa une pièce en vers (inédite).
Il décède, en 1661, à l'âge de 74 ans à Auxerre chez son neveu Jean Magdelénat. Son corps est inhumé dans l'abbaye Notre-Dame-La-D'Hors de cette ville.
Pierre Petit rédige son éloge en latin en préface de son recueil de poésies paru en 1662 (page 8) Gabrielis Madeleneti Carminum libellus.

## Principales œuvres
Gabriel Magdelénat, dont l'œuvre fut éditée plusieurs fois à Paris (en 1662, 1725 et 1755), écrivit principalement des poésies latines à côté de quelques odes en français.

### Poésies latines
Le volume de 124 pages qui contient ses œuvres latines s'intitule Gabrielis Madeleneti carminum libellus (Paris, impr. Claudium Cramoisy, , rue des Carmes, 1662). A cette occasion, Charles Dupérier adresse une ode à Louis-Henri de Loménie de Brienne pour le remercier d'avoir réuni les oeuvres de ce poète dans ce volume et d'en avoir rédigé un magnifique éloge.

### Odes et pièces en latin[18]
- Ode à Pierre Seguier, Chancelier de France
- 2 poèmes dédiés à Richelieu
- Ode à Claude de Bullion, surintendant des finances
- Poème dédié à Jean Bochart, intendant du trésor royal
- Odes, épitres et poèmes dédiés à Mazarin
- 2 Odes à Louis II de Bourbon-Condé
- Ode à Louis XIV[19]
- 2 odes à la reine Christine de Suède
- Supplique à Abel Servien et Nicolas Fouquet, surintendants des finances
- Une épitre à Nicolas Fouquet
- Une ode à François Sublet de Noyers
- Les vers figurant sur le piédestal de la statue équestre de Louis XIII érigée par Richelieu sur la place Royale (actuelle Place des Vosges) à Paris[20]
- Une ode au Président Nicolas Bailleul
- Une ode à Antoine III de Gramont-Toulonjon, maréchal de France
- Une ode à Michel Particelli d'Émery, intendant des finances
- Distique à Jean-Baptiste Colbert
- Une ode à Louis Ier Phélypeaux de La Vrillière
- Une ode à Louis-Henri de Loménie de Brienne